# Andreas Kōnstantinou (1980)
Andreas Kōnstantinou (in greco: Ανδρέας Κωνσταντίνου; Nicosia, 12 ottobre 1980) è un ex calciatore cipriota, di ruolo difensore.

## Carriera
Ha iniziato la sua carriera nell'Omonia. Ha giocato anche per l'Alki Larnaca e l'AEK Larnaca, per far ritorno in seguito all'Omonia. Dal 2007 al 2010 ha giocato con l'Anorthosis.